# Xarxa superposada

Figura 1: una xarxa de superposició de mostra

Una xarxa superposada és una xarxa d'ordinadors que es troba a la part superior d'una altra xarxa.

## Estructura

Figura 2: Superposició de la xarxa dividida en capes lògiques

Es pot pensar que els nodes de la xarxa de superposició estan connectats per enllaços virtuals o lògics, cadascun dels quals correspon a un camí, potser a través de molts enllaços físics, a la xarxa subjacent. Per exemple, els sistemes distribuïts com les xarxes peer-to-peer i les aplicacions client-servidor són xarxes superposades perquè els seus nodes funcionen a la part superior d'Internet.
Internet es va construir originalment com una superposició a la xarxa telefònica, mentre que avui (a través de l'arribada de VoIP), la xarxa telefònica s'està convertint cada cop més en una xarxa de superposició construïda sobre Internet.

## Usos

### Xarxes empresarials
Les xarxes privades empresarials es van superposar per primera vegada a xarxes de telecomunicacions com Frame Relay i infraestructures de commutació de paquets en mode de transferència asíncrona, però la migració d'aquestes infraestructures (ara heretades) a xarxes MPLS basades en IP i xarxes privades virtuals va començar (2001~2002).
Des del punt de vista físic, les xarxes superposades són força complexes (vegeu la figura 1) ja que combinen diverses capes lògiques que són gestionades i construïdes per diverses entitats (empreses, universitats, govern, etc.), però permeten separar les preocupacions que amb el pas del temps van permetre l'acumulació d'un ampli conjunt de serveis que no podria haver estat proposat per un únic operador de telecomunicacions (des d'accés a Internet de banda ampla, veu sobre IP o IPTV, operadors de telecomunicacions competitius, etc.).

### Internet
Les xarxes de transport de telecomunicacions i les xarxes IP (que combinades formen Internet més àmplia) es superposen com a mínim amb una capa de fibra òptica, una capa de transport i una IP o capes de commutació de circuits (en el cas de la PSTN).

### A través d'Internet
Avui dia, Internet és la base de més xarxes superposades que es poden construir per permetre l'encaminament de missatges a destinacions no especificades per una adreça IP. Per exemple, les taules hash distribuïdes es poden utilitzar per encaminar missatges a un node que tingui una adreça lògica específica, l'adreça IP de la qual no es coneix per endavant.

### Internet de les coses
La naturalesa dispersa de l'Internet de les coses (IoT) presenta un repte operatiu important que és poc comú a les xarxes tradicionals d'Internet o d'empresa. Els dispositius que es gestionen conjuntament, per exemple, una flota de vagons, no estan col·locats físicament. En canvi, estan àmpliament distribuïts geogràficament. Els enfocaments operatius de gestió i seguretat utilitzats a les xarxes empresarials, on la majoria dels amfitrions estan densament continguts en edificis o campus, no es tradueixen a l'IoT. Els dispositius IoT funcionen fora del perímetre operatiu i de seguretat de la xarxa empresarial i el tallafoc de la LAN corporatiu no els pot protegir. L'enviament de tècnics és car, de manera que l'aprovisionament i la configuració manuals no s'escalen. Els dispositius es connecten a Internet mitjançant una varietat d'ISP d'última milla, de manera que molts dispositius no compartiran un prefix IP comú i les adreces canviaran en moments arbitraris. Qualsevol configuració basada en aquestes IP requerirà un manteniment continuat i sovint estarà obsoleta, exposant els amfitrions i els dispositius a amenaces externes.